# Pont-lès-Bonfays
Pont-lès-Bonfays är en kommun i departementet Vosges i regionen Grand Est (tidigare regionen Lorraine) i nordöstra Frankrike. Kommunen ligger i kantonen Darney som tillhör arrondissementet Épinal. År 2022 hade Pont-lès-Bonfays 102 invånare.

## Befolkningsutveckling
Antalet invånare i kommunen Pont-lès-Bonfays
| Referens: INSEE |